# Регинариди
Регинаридите (на немски: Reginare) са знатна средноевропейска аристократична фамилия, която играе голяма роля от началото на 10 век преди всичко в днешна Белгия.
Издигането на фамилията започва, когато Гизелберт, граф в Маасгау, отвлича през 846 г. една дъщеря на император Лотар I и се жени за нея. Бракът е признат 849 г., потомците имат произход от Карл Велики и така принадлежат – въпреки предишното престъпление – към най-горното съсловие на европейската аристокрация.
Фамилията дава три херцога в Долна Лотарингия, графове на Хенегау и Льовен, ландграфове на Брабант по-късно херцози на Брабант (едновременно са и херцози на Долна Лотарингия). От 1247 г. са с Дом Хесен ландграфове на Хесен, по-късно курфюрстове на Хесен и Велики херцози на Хесен.
Владетелството на Регинаридите свършва със смъкването на последния Велик херцог Ернст Лудвиг през ноември 1918 г.

## Първите Регинариди
- Гизелберт, граф в Маасгау, 866 граф в Ломегау, ∞ отвличане 846, брак 849 признат, NN (вероятно Ерменгарда) (* ок. 826/830), дъщеря на император Лотар I (Каролинги)

## Херцогство Лотарингия
- Регинхар I от Хенегау († 915), негов син, граф в Хенегау и Маасгау
- Гизелберт († 939), негов син, херцог на Лотарингия, ∞ Герберга (* 913/914, † сл. 968), дъщеря на немския крал Хайнрих I Птицелов (Лиудолфинги, Саксонска династия)
- Хайнрих († 944), негов син, съ-херцог на Лотарингия 940 – 944

## Графство Хенегау
- Регинар II, син Регинхар I, граф на Хенегау 924 – 931
- Регинар III Дълговратия († 971/997), негов син, граф на Хенегау 931 – 957, смъкнат
- Регинар IV († 1013), негов син, граф на Берген (Монс) 998 – 1013
- Регинар V († 1039), негов син, граф на Берген 1013 – 1039
- Херман от Монс († 1051), негов син, граф на Берген, граф в Южен Брабант и маркграф на Valenciennes (1049); ∞ Рихилда от Егисхайм (вероятно дъщеря на Регинар от Хаснон, маркграф на Валансиен 1045 до 1049).
- Рихилда от Егисхайм († 1086), графиня на Хенегау 1030 – 1070, ∞ Балдуин VI граф на Фландрия, като Балдуин I граф на Хенегау

## Графство Льовен
- Ламберт I Брадатия († 1015), син Регинар III, граф на Льовен 994 – 1015
- Хайнрих I Staei, негов син, граф на Льовен 1015 – 1038
- Ото, негов син, граф на Льовен 1038 – 1040
- Ламберт II, брат на Хайнрих I, граф на Льовен 1040 – 1054
- Хайнрих II, негов син, граф на Льовен 1054 – 1078
- Хайнрих III, негов син, граф на Льовен 1078 – 1095, ландграф на Брабант от 1085/1086.

## Маркграфство Валансиен
- Регинар от Хаснон, син на Регинар от Льовен (син на Ламберт I Брадатия), маркграф 1045
- Херман от Берген († 1051), негов зет, от 1049 маркграф на Валансиен; граф на Берген и граф в Брабантгау

## Долна Лотарингия
- Готфрид I от Льовен, брат на Хайнрих III, херцог (Готфрид V) от Долна Лотарингия 1106 – 1128
- Готфрид II от Льовен, негов син, херцог (Готфрид VI) на Долна Лотарингия 1139 – 1142
- Готфрид III от Льовен, негов син, херцог (Готфрид VII) на Долна Лотарингия 1142 – 1190
- Хайнрих I от Брабант, негов син, 1190 – 1235 (от 1183/1184 херцог на Брабант)

## Ландграфство Брабант
- Хайнрих III, граф на Льовен 1078 – 1095, ландграф на Брабант от 1085/1086 след пфалцграф Херман II (Ецони).
- Готфрид I от Льовен, негов брат, херцог (Готфрид V) от Долна Лотарингия 1106 – 1128
- Готфрид II от Льовен, негов син, херцог (Готфрид VI) от Долна Лотарингия 1139 – 1142
- Готфрид III от Льовен, негов син, херцог (Готфрид VII) от Долна Лотарингия 1142 – 1190
- Хайнрих I от Брабант, негов син, 1190 – 1235 (от 1183/1184 херцог на Брабант)

## Херцогство Брабант
- Хайнрих I, херцог на Брабант от 1183/1184, херцог на Долна Лотарингия 1190 – 1235
- Хайнрих II, негов син, херцог на Брабант 1235 – 1248
- Хайнрих III, негов син, херцог на Брабант 1248 – 1260
- Хайнрих IV, негов син, херцог на Брабант 1261 – 1267
- Йохан I, негов брат, херцог на Брабант 1267 – 1294
- Йохан II, негов син, херцог на Брабант 1294 – 1312
- Йохан III, негов син, херцог на Брабант 1312 – 1355
- Йоана 1355 – 1404, негова дъщеря, ∞ Венцел от Люксембург 1355 – 1383

## Ландграфство Хесен
- Хайнрих I Детето, син на Хайнрих II от Брабант и София от Тюрингия, † 1308, ландграф на Хесен